# Lanilist
Lanilist (lanak, klobučac, lat. Linaria), rod od preko 190 vrsta jednogodišnjeg i dvogodišnjeg raslinja, trajnica i polugrmova iz porodice trpučevki (Plantaginaceae). Desetak vrsta raste i u Hrvatskoj: planinski lanilist (L. alpina),  uski lanilist (L. angustissima), šareni klobučac ili poljski lanilist (L. arvensis) i druge. Obični lanilist, lančić ili gospin lan (L. vulgaris) ima žute cvjetove od kojih se dobiva žuta boja. Obični lanilist je ljekovit, ali među travarima nije popularan.

## Etimologija
Ime roda Linaria dolazi od latinskog linum, lan i -aria, sličnost, aludirajući na sličnost lista 

## Vrste
1. Linaria acutiloba Fisch. ex Rchb.
2. Linaria aeruginea (Gouan) Cav.
3. Linaria afghanica Podlech & Iranshahr
4. Linaria alaica Junussov
5. Linaria albifrons (Sm.) Spreng.
6. Linaria algarviana Chav.
7. Linaria alpina (L.) Mill.
8. Linaria altaica Fisch.
9. Linaria amethystea (Vent.) Hoffmanns. & Link
10. Linaria amoi Campo ex Amo
11. Linaria angustissima (Loisel.) Borbás
12. Linaria antilibanotica Rech. fil.
13. Linaria arcusangeli Atzei & Camarda
14. Linaria arenaria DC.
15. Linaria arenicola Pau & Font Quer
16. Linaria argillicola Juan, Blanca, Cueto, J. Fuentes & L. Sáez
17. Linaria armeniaca Chav.
18. Linaria arvensis (L.) Desf.
19. Linaria atlantica Boiss. & Reut.
20. Linaria azerbaijanensis Hamdi & Assadi
21. Linaria badachschanica Junussov
22. Linaria badalii Willk.
23. Linaria becerrae Blanca, Cueto & J. Fuentes
24. Linaria biebersteinii Besser
25. Linaria bimaculata (Cout.) Farminhão & Carapeto
26. Linaria bipartita (Vent.) Willd.
27. Linaria bipunctata (L.) Chaz.
28. Linaria birjandensis Hamdi
29. Linaria bordiana Santa & Simonn.
30. Linaria boushehrensis Hamdi & Assadi
31. Linaria brachyphylla Delip.
32. Linaria bubanii Font Quer
33. Linaria bungei Kuprian.
34. Linaria buriatica Turcz.
35. Linaria caesia (Lag. ex Pers.) F. Dietr.
36. Linaria capraria Moris & De Not.
37. Linaria cavanillesii Chav.
38. Linaria chalepensis (L.) Mill.
39. Linaria clementei Haens. ex Boiss.
40. Linaria confertiflora Benth.
41. Linaria corifolia Desf.
42. Linaria cossoniana Braun-Blanq. & Maire
43. Linaria cossonii Bonnet & Barratte
44. Linaria cretacea Fisch. ex Spreng.
45. Linaria dalmatica (L.) Mill.
46. Linaria damascena Boiss. & Gaill.
47. Linaria decipiens Batt.
48. Linaria demawendica Bornm.
49. Linaria depauperata Leresche ex Lange
50. Linaria diffusa Hoffmanns. & Link
51. Linaria dissita Pomel
52. Linaria dumanii A. Duran & Menemen
53. Linaria elegans Cav.
54. Linaria elymaitica (Boiss.) Kuprian.
55. Linaria fallax Coss. ex Batt. & Trab.
56. Linaria farsensis Hamdi & Assadi
57. Linaria fastigiata Chav.
58. Linaria fedorovii Kamelin
59. Linaria flava (Poir.) Desf.
60. Linaria genistifolia (L.) Mill.
61. Linaria gharbensis Batt. & Pit.
62. Linaria glacialis Boiss.
63. Linaria glauca (L.) Chaz.
64. Linaria golestanensis Hamdi & Assadi
65. Linaria grandiflora Desf.
66. Linaria griffithii Benth.
67. Linaria grjunerae Knjaz.
68. Linaria guilanensis Hamdi & Assadi
69. Linaria haelava (Forssk.) Delile
70. Linaria hepatica Bunge ex Ledeb.
71. Linaria heratensis Podlech & Iranshahr
72. Linaria hirta (L.) Moench
73. Linaria hohenackeri Tzvelev
74. Linaria huteri Lange
75. Linaria iconia Boiss. & Heldr.
76. Linaria ikonnikovii Stasiak
77. Linaria imzica Gómiz
78. Linaria incarnata (Vent.) Spreng.
79. Linaria incompleta Kuprian.
80. Linaria intricata Coincy
81. Linaria iranica Hamdi & Assadi
82. Linaria japonica Miq.
83. Linaria jaxartica Levichev
84. Linaria joppensis Bornm.
85. Linaria kavirensis Hamdi & Assadi
86. Linaria khalkhalensis Hamdi & Assadi
87. Linaria khorasanensis Hamdi & Assadi
88. Linaria kokanica Regel
89. Linaria kulabensis B. Fedtsch.
90. Linaria kurdica Boiss. & Hohen.
91. Linaria latifolia Desf.
92. Linaria laxiflora Desf.
93. Linaria leptoceras Kuprian.
94. Linaria lineolata Boiss. & Kotschy
95. Linaria loeselii Schweigg.
96. Linaria longicalcarata D. Y. Hong
97. Linaria macrophylla Kuprian.
98. Linaria macroura (M. Bieb.) M. Bieb.
99. Linaria markotchensis Popovich & Zernov
100. Linaria maroccana Hook. fil.
101. Linaria mazandaranensis Hamdi & Assadi
102. Linaria melampyroides Kuprian.
103. Linaria melanogramma Rech. fil., Aellen & Esfand.
104. Linaria meyeri Kuprian.
105. Linaria michauxii Chav.
106. Linaria micrantha (Cav.) Hoffmanns. & Link
107. Linaria microsepala A. Kern.
108. Linaria multicaulis (L.) Mill.
109. Linaria munbyana Boiss. & Reut.
110. Linaria musilii Velen.
111. Linaria nachitschevanica Tzvelev
112. Linaria nigricans Lange
113. Linaria nivea Boiss. & Reut.
114. Linaria nurensis Boiss. & Hausskn.
115. Linaria oblongifolia (Boiss.) Boiss. & Reut.
116. Linaria odora (M. Bieb.) Fisch.
117. Linaria oligantha Lange
118. Linaria orbensis Carretero & Boira
119. Linaria pamirica (Junussov) Stasiak
120. Linaria paradoxa Murb.
121. Linaria parviracemosa D. A. Sutton
122. Linaria pedicellata Kuprian.
123. Linaria pedunculata (L.) Chaz.
124. Linaria pelisseriana (L.) Mill.
125. Linaria peloponnesiaca Boiss. & Heldr.
126. Linaria peltieri Batt.
127. Linaria pinetorum (Kosachev) Kosachev
128. Linaria pinifolia (Poir.) Thell.
129. Linaria platycalyx Boiss.
130. Linaria polygalifolia Hoffmanns. & Link
131. Linaria popovii Kuprian.
132. Linaria propinqua Boiss. & Reut.
133. Linaria pruinosa (Sennen & Pau) L.Sáez, F.B.Navarro, L.Gut., J.Fuentes, Cueto & Blanca
134. Linaria pseudamethystea Blanca, R.Carmona, Cueto & J.Fuentes
135. Linaria pseudolaxiflora Lojac.
136. Linaria pseudoviscosa Murb.
137. Linaria purpurea (L.) Mill.
138. Linaria pyramidalis (Vent.) F. Dietr.
139. Linaria qartobensis Blanca, Cueto, J.Fuentes, L.Sáez & Tarifa
140. Linaria quasisessilis Levichev
141. Linaria reflexa (L.) Desf.
142. Linaria remotiflora Patzak
143. Linaria repens (L.) Mill.
144. Linaria ricardoi Cout.
145. Linaria riffea Pau
146. Linaria rubioides Vis. & Pančić
147. Linaria sabulosa Czerniak. ex Klokov
148. Linaria sagrensis Blanca, Cueto, J.Fuentes, L.Gut. & F.B.Navarro
149. Linaria salangensis Podlech & Iranshahr
150. Linaria salzmannii Boiss.
151. Linaria saposhnikovii Nikitina
152. Linaria saturejoides Boiss.
153. Linaria saxatilis (L.) Chaz.
154. Linaria schelkownikowii Schischk.
155. Linaria schirvanica Fomin
156. Linaria semialata D.López, Sánchez-Gómez, J.F.Jiménez, J.B.Vera & Güemes
157. Linaria semnanensis Hamdi & Assadi
158. Linaria sessilis Kuprian.
159. Linaria simplex (Willd.) DC.
160. Linaria spartea (L.) Chaz.
161. Linaria striatella Kuprian.
162. Linaria subbaetica Blanca, Cueto & J.Fuentes
163. Linaria supina (L.) Chaz.
164. Linaria tarhunensis Pamp.
165. Linaria tenuis (Viv.) Spreng.
166. Linaria thibetica Franch.
167. Linaria thymifolia (Vahl) DC.
168. Linaria tingitana Boiss. & Reut.
169. Linaria tonzigii Lona
170. Linaria triornithophora (L.) Willd.
171. Linaria triphylla (L.) Mill.
172. Linaria tristis (L.) Mill.
173. Linaria tursica Valdés & Cabezudo
174. Linaria unaiensis Patzak
175. Linaria venosa Lindl.
176. Linaria ventricosa Coss. & Balansa
177. Linaria veratrifolia Patzak
178. Linaria verticillata Boiss.
179. Linaria vettonica Luceno, Mazuecos & P.Vargas
180. Linaria virgata (Poir.) Desf.
181. Linaria viscosa (L.) Dum. Cours.
182. Linaria volgensis Rakov & Tzvelev
183. Linaria vulgaris Mill.
184. Linaria warionis Pomel
185. Linaria weilleri Emb. & Maire
186. Linaria yunnanensis W. W. Sm.
187. Linaria yusufeliensis A. Galán, Makbul & Hamzaoglu
188. Linaria zaissanica Semiotr.
189. Linaria ×cornubiensis Druce
190. Linaria ×dominii Druce
191. Linaria ×heribaudii Camus
192. Linaria ×hybrida Schur
193. Linaria ×jalancina Gómez Nav., Roselló, A.Guillén, P.P.Ferrer, E.Laguna & Peris
194. Linaria ×kocianovichii Asch.
195. Linaria ×oligotricha Borbás
196. Linaria ×polychroa (Gattef. & Maire) Maire
197. Linaria ×rocheri P. Fourn.
198. Linaria ×sepium Allman
199. Linaria ×valdesiana Socorro & Aroza
200. Linaria ×zaborskiana Emb.